# Белотелов, Иван Иванович
Ива́н Ива́нович Белоте́лов (род. 12 мая 1977, Надым, СССР) — российский физик, кандидат физико-математических наук. Популяризатор науки, участник эксперимента CMS на Большом адронном коллайдере в ЦЕРН:

## Биография
Иван Белотелов родился 12 мая 1977 года в городе Надым Тюменской области. Отец Ивана окончил физфак МГУ и воспитывал сына в любви к физике. После школы Белотелов также поступил на физфак МГУ, который окончил в 2000 году. В 2007 году стал кандидатом физико-математических наук.
Изначально Белотелов планировал продолжать исследования в области распознавания образов в аспирантуре Объединённого института ядерных исследований в Дубне. Однако попал в эксперимент HERA-B, который базировался в Гамбурге, в самом большом в Германии исследовательском центре по физике частиц. Следующим его проектом стало непосредственное участие в запуске и работе большого адронного коллайдера и открытия на нем новой частицы — бозона Хиггса.
Белотелов является популяризатором науки и активно выступает с лекциями. Тематикой его выступлений становится как его опыт работы с Большим адронным коллайдером, так и новейшие тенденции в современной науке.